# رودخانه سرخه‌حصار
رود سرخه‌حصار یا مسیل سرخه‌حصار تنها رود تهران است که از دامنه‌های جنوبی رشته کوه توچال سرچشمه نگرفته و از دامنه‌های شمالی کوه‌های کم‌ارتفاع شرق تهران سرچشمه می‌گیرد. در واقع رودخانه یا مسیل آن درهای است که کوه‌های پیر شرق تهران را از کوه‌های جوان شمال تهران (رشته کوه توچال) جدا می‌کند؛ بنابراین ارتفاع بلندترین نقاط آبخیز آن به ۲۰۰۰ متر هم نمی‌رسد و چشمه‌های کمی در آن دیده می‌شوند و از وجود برف و یخسار به ندرت بهره می‌برد. حدود یک کیلومتر پایینتر از سه‌راه بزرگراه هجرت و افسریه به آبراه وسط بلوار ابوذر (که ادامهٔ آبراه مسیل باختر است) ملحق می‌شود.